# Ratusz w Karlinie
Ratusz w Karlinie – budynek został wybudowany w 1912 w stylu eklektycznym. Mieści się przy placu Kościelnym. Obecnie siedziba władz miejskich.
Wybudowany na rzucie prostokąta. Posiada dwie kondygnacje. Pokryty jest mansardowym dachem z czerwonej dachówki. Na fasadzie frontowej znajduje się stiukowy kartusz z herbem miasta, umieszczony nad wejściem do budowli. Do ratusza wchodzi się przez portyk podparty dwiema kwadratowymi kolumnami, połączonymi łukowatą arkadą. Nad piętrem mieści się poddasze z dużym trójkątnym szczytem.